# أراكاشة بيروية
أراكاشة بيروفية (الاسم العلمي:Arracacia peruviana) هي نوع من النباتات يتبع جنس الأراكاشة من الفصيلة الخيمية.